# San Pedro de Rocas

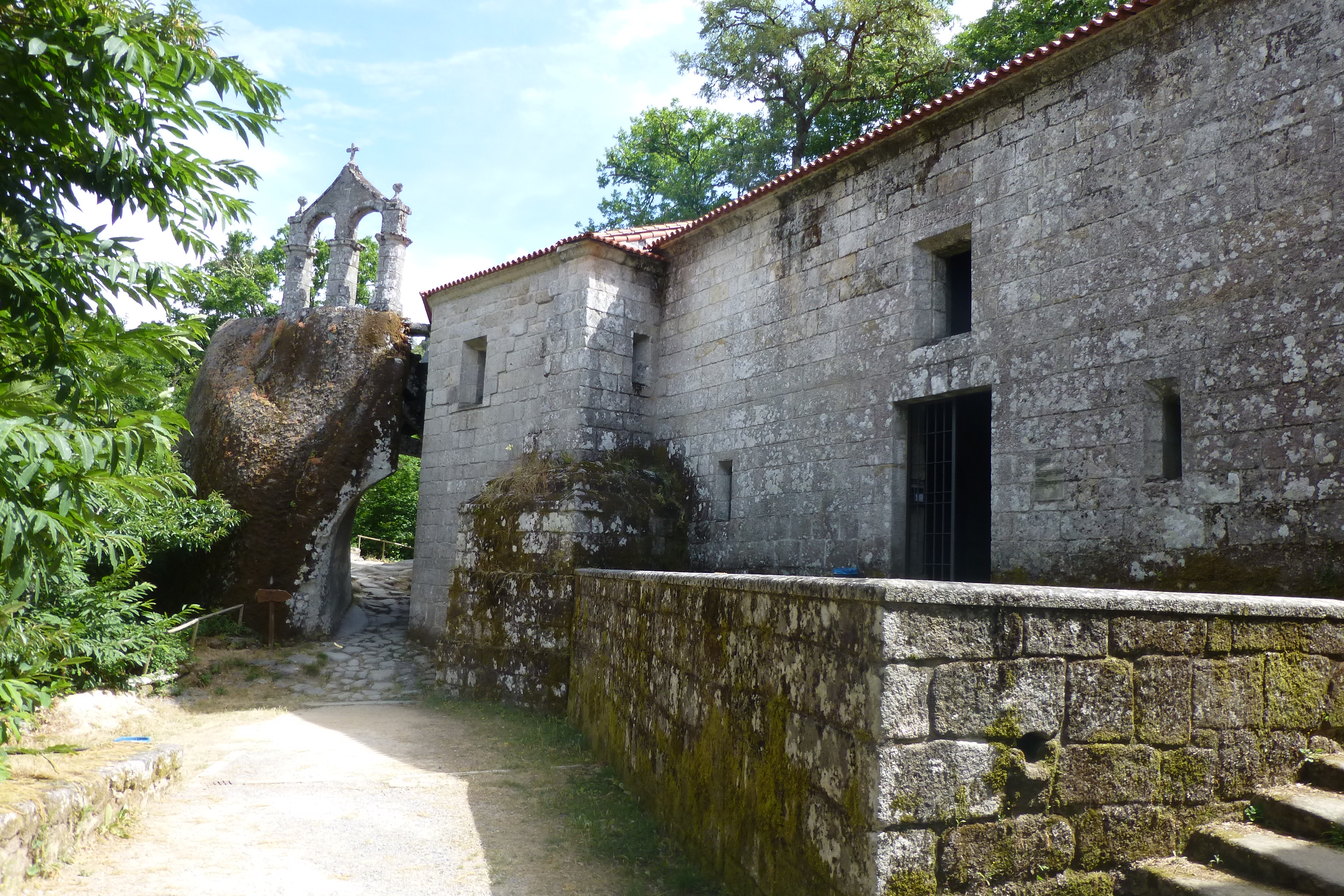
Kloster San Pedro de Rocas

San Pedro de Rocas ist ein mittelalterliches Felsenkloster in der wildromantischen Berglandschaft im Süden Galiciens im Nordwesten Spaniens.

## Lage
Die Kirche San Pedro de Rocas befindet sich auf dem Gemeindegebiet (municipi) von Esgos im Norden der Provinz Ourense in der Autonomen Region Galicien. Sie liegt etwa einen Kilometer nördlich des Ortes in einer waldreichen und von Granitfelsen durchsetzten Landschaft in einer Höhe von etwa 600 Metern ü. d. M. Die Stadt Ourense ist etwa 20 Kilometer (Fahrtstrecke) in westlicher Richtung entfernt.

## Geschichte

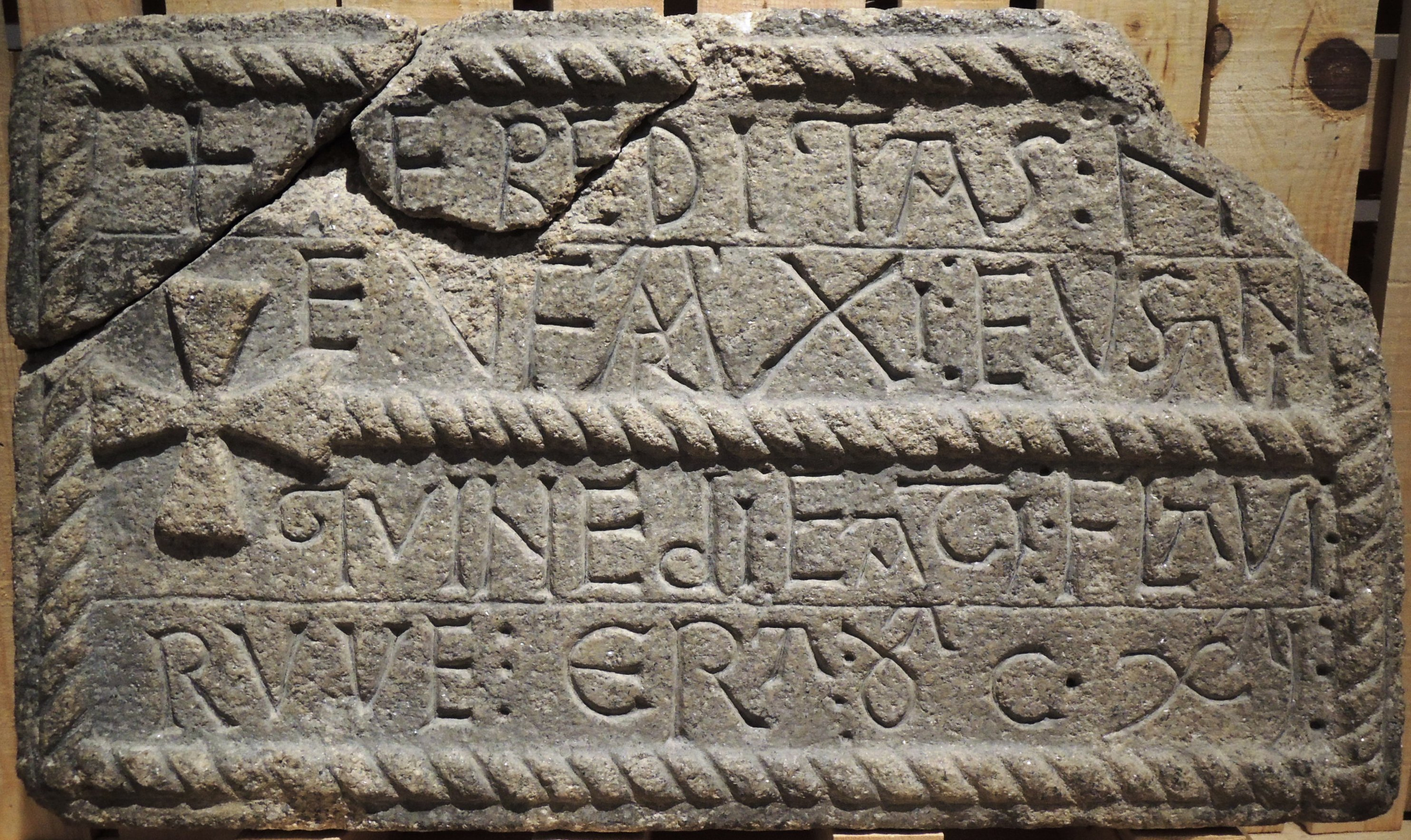
Gründungsstein (6. Jh.)

In der Kirche befand sich eine beschriftete und von Seilstäben eingefasste Steinplatte aus dem Jahr 537, die die Namen mehrerer Mönche (Eufraxi, Eusani, Quinedi, Eeaci, Flavi und Ruve) nennt, die das versteckt liegende Eremitenkloster übernommen („geerbt“) hatten, woraus zu schließen ist, dass eine religiösen Zwecken dienende Stätte bereits früher an diesem Ort existierte. Die Platte befindet sich heute im Museo Arqueolóxico de Ourense. Im 8. Jahrhundert wurde die Stätte wegen des Vordringens der Mauren aufgegeben und – einer legendenhaften Überlieferung zufolge – etwa 100 Jahre später von einem Jäger namens Gemondus wiederentdeckt, woraufhin sich erneut eine kleine Gemeinschaft von Mönchen oder Eremiten bildete. Die Könige Alfons III. von Asturien, Alfons VII. von León, Ferdinand IV. von Kastilien und Heinrich III. von Kastilien stifteten Gelder zum Erhalt bzw. zur Erweiterung des Klosters, das inzwischen die Benediktinerregel angenommen hatte. Zeitweise war es ein Priorat des Klosters Santo Estevo de Ribas de Sil bevor es sich im 15. Jahrhundert an das Kloster San Miguel de Celanova anschloss. Im 19. Jahrhundert wurde es im Rahmen der Desamortisation aufgelöst und als Pfarrei weitergenutzt.

## Architektur

### Klostergebäude
Die gemauerten Teile des Klosterkomplexes stammen zumeist aus dem 16. bis 18. Jahrhundert. Sie sind architektonisch eher schlicht gehalten und dienen heutzutage teilweise als Museum und Informationszentrum.

### Felsenkirche
Im 15. Jahrhundert wurde auf einem Granitfelsen ein Glockengiebel (espadaña) mit seitlichen Kugelaufsätzen errichtet. Wenige Meter dahinter befindet sich der – leicht zu verteidigende – Zugang zum Vorhof der Kirche. In das Felsgestein vor und in der Kirche sind mehrere Steinkistengräber hineingehauen worden, in denen die Mönche, aber sehr wahrscheinlich auch andere Persönlichkeiten von Rang ihre letzte Ruhestätte fanden.
Weniger von kunsthistorischer als vielmehr von historischer Bedeutung ist die teilweise aus dem Felsen herausgehauene Kirche. Deren Grundriss ist dreiteilig, wobei die ‚Seitenschiffe‘ wegen ihrer nur stellenweisen Anbindung an das Mittelschiff auch als ‚Kapellen‘ bezeichnet werden. Die Kirchenportale sind gemauert und in geringem Maße auch profiliert. In der Mittelapsis steht ein aus zwei Steinen zusammengefügter Altar und ein neuzeitliches Kreuz, welches jedoch mittelalterliche Kruzifixe aus Nordspanien zum Vorbild hat.
Ein ehemaliger Altar aus San Pedro de Rocas mit Seilornamentik und zwei Hufeisenbögen ist ebenfalls im Museo Arqueolóxico de Ourense ausgestellt.

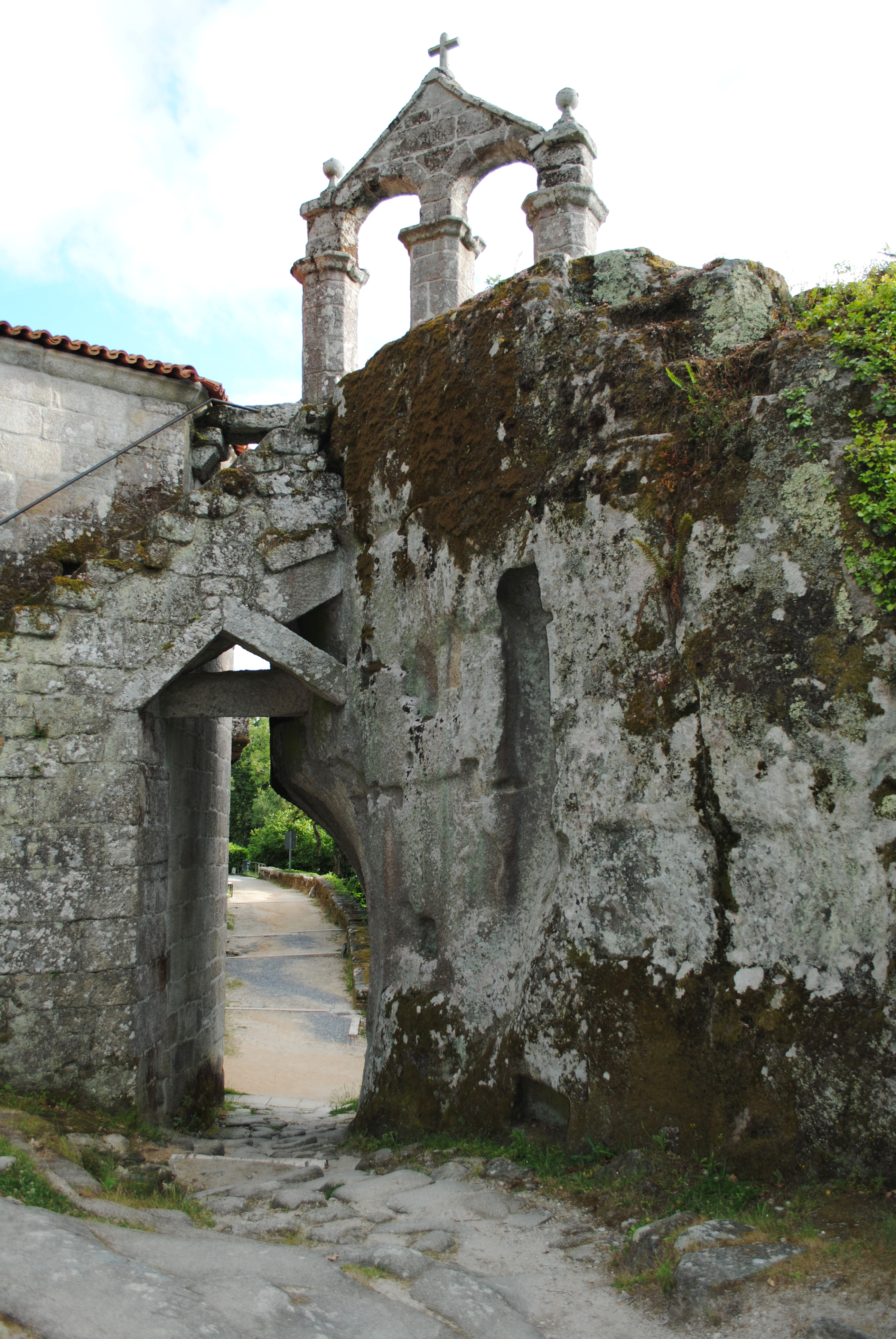
Glockengiebel
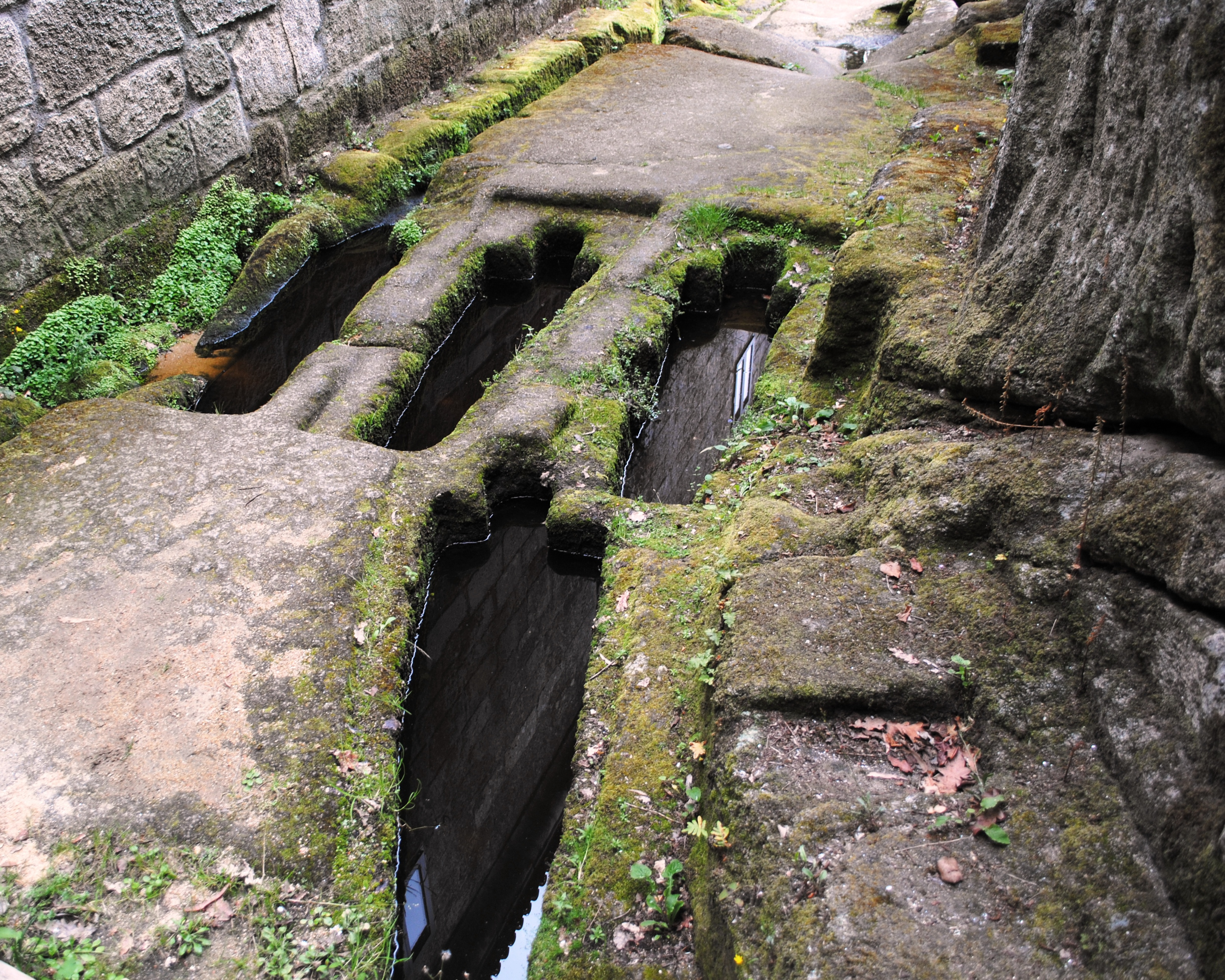
Steinkistengräber
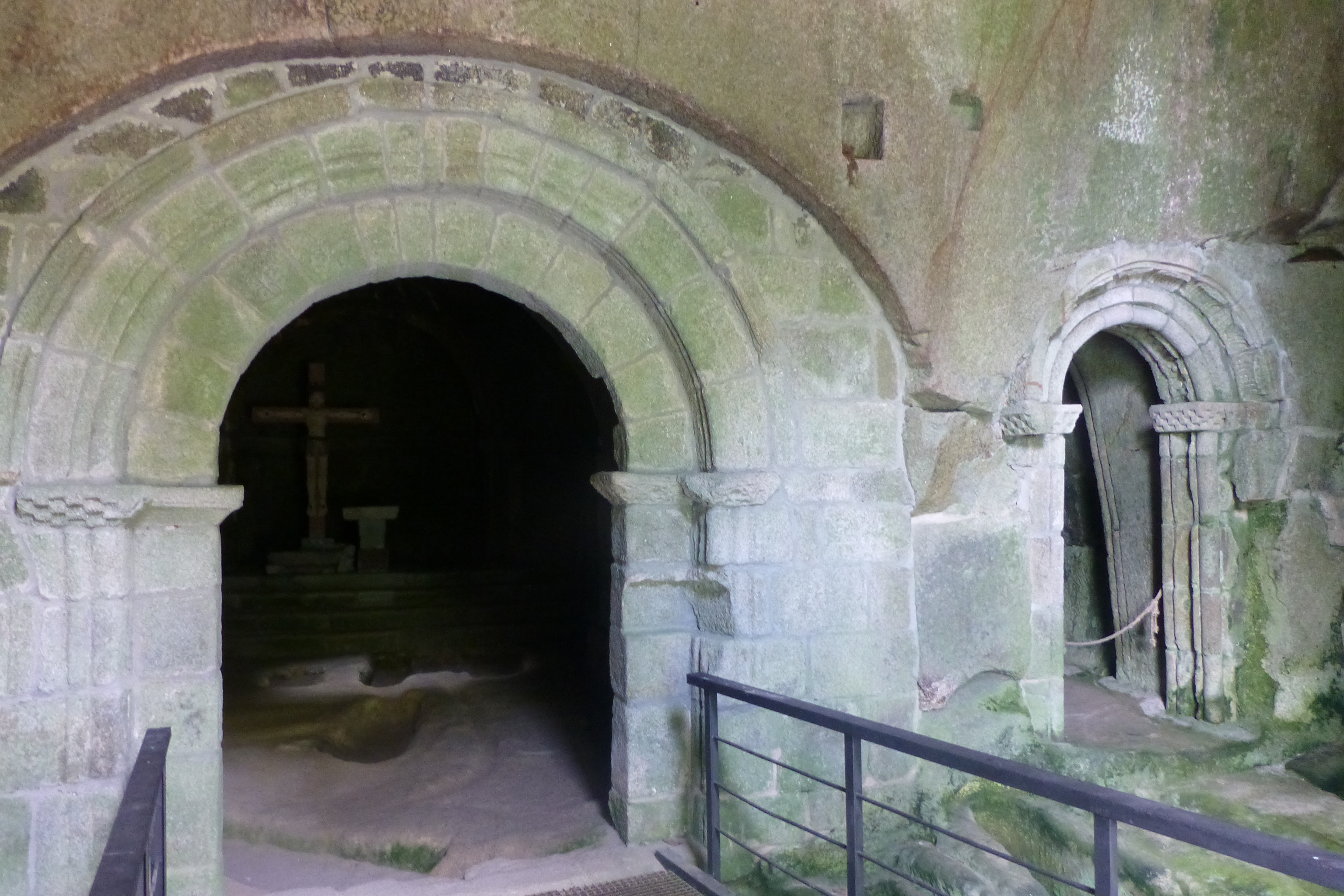
Portale
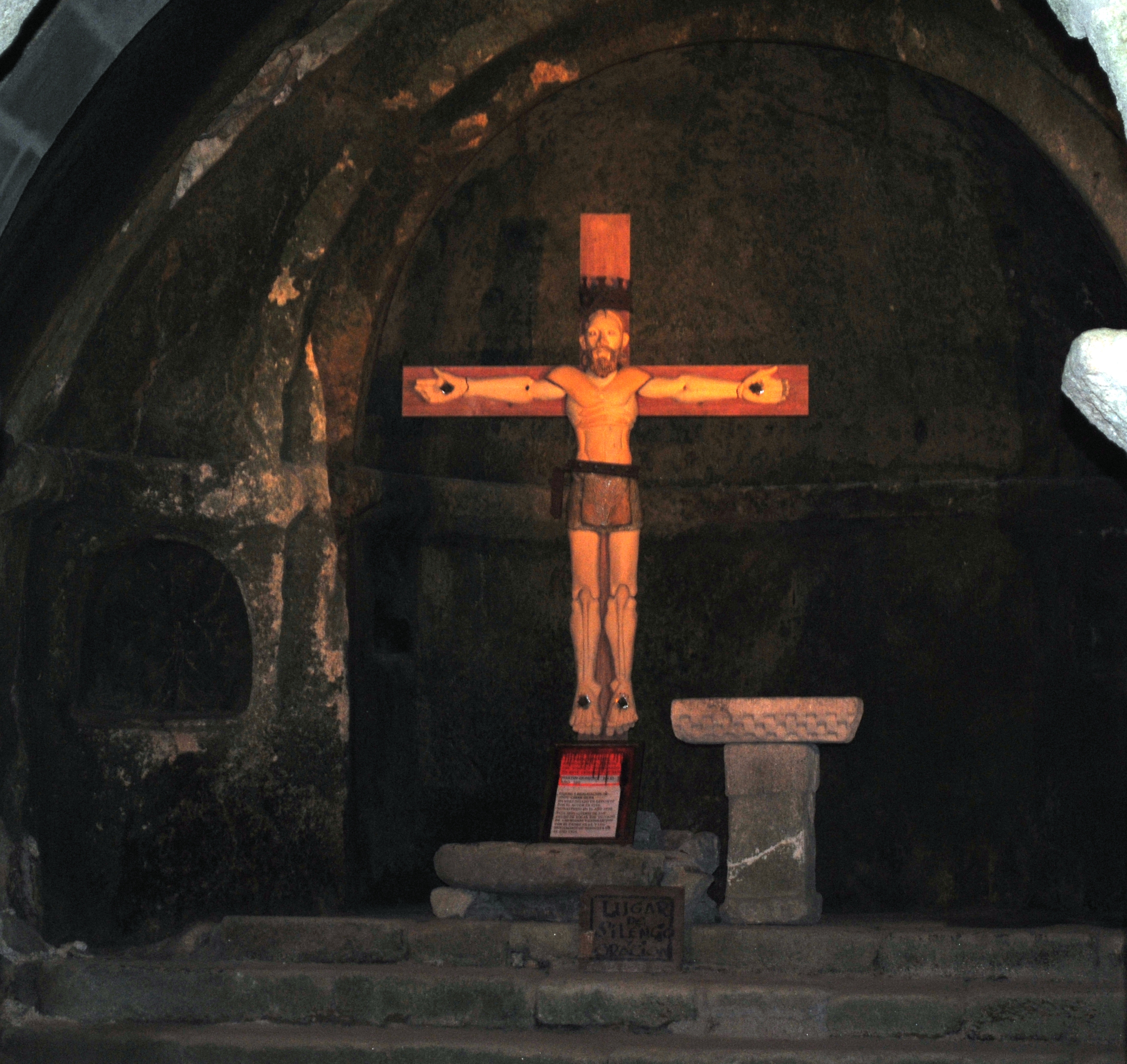
Kruzifixus und Altar
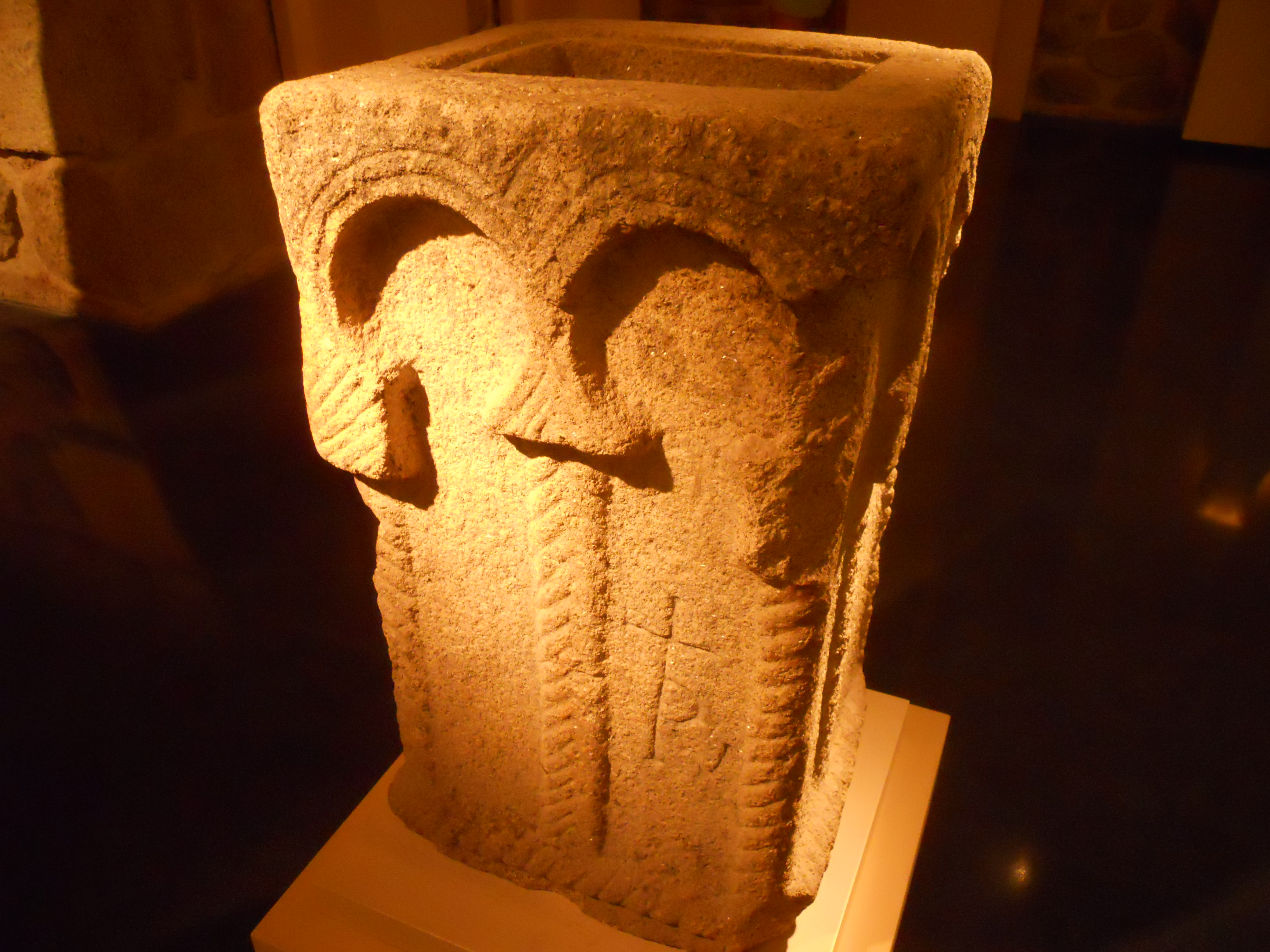
Ehemaliger Altar (6./7. Jh.)